# Стоја (порнографска глумица)
Џесика Стојадинович (енгл. Jessica Stojadinovich; Вилмингтон, 15. јун 1986), познатија под уметничким именом Стоја (енгл. Stoya), америчка је порнографска глумица и манекенка порториканско-српско-шкотског порекла.

## Биографија
Стоја је рођена у Вилмингтону у Северној Каролини. Њен отац је пола Порториканац пола Шкот, а мајка Српкиња. Као дете, Стоја је желела да постане плесачица и похађала је часове плеса од своје треће до своје осамнаесте године. Школовала се код куће и стекла диплому средње школе пре шеснаесте године.
Након тога, Стоја се преселила у Делавер где је похађала један семестар на Колеџу уметности и дизајна „Делавер“.
Након пресељења у Филаделфију, похађала је летњи програм на тамошњем Универзитету уметности. У Филаделфији је између осталог радила као секретарица, дистрибутер летака и го-го играчица. Стоја се појавила у неколико музичких спотова за бендове које, према њеним речима, нико неће чути.

## Каријера
Стоја је започела каријеру као манекенка и позирала је за еротске сајтове.
Одгледала је неколико филмова за одрасле који су је заинтересовали, и више јој се допадају они са фетиш темама.
У октобру 2007. године, потписала је посебни трогодишњи уговор са продукцијском кућом Диџитал плејграунд (енгл. Digital Playground). Њен први филм који је урадила за продукцијску кућу био је Jack's POV 9.
Стојадиновичева наводи да истражује своју сексуалност пред камерама и да јој је то забавна пустоловина.
Године 2009. освојила је награду AVN (порно-оскар) за најбољу нову глумицу у индустрији порнографије.
У марту 2014. године најавила је свој долазак у Србију због снимања филма Ederlezi rising редитеља Димитрија Војнова. Почетком 2018. године је боравила у Београду због премијере играног филма Ederlezi rising у којем тумачи главну женску улогу.

## Занимљивости
Медији су је 2009. године доводили у везу са певачем Мерилином Менсоном, али никад није званично потврђено да су били заједно. Надимак „Стоја“ је добила пре почетка каријере и потиче од њеног презимена. Уредници београдског дневног листа Блиц сврстали су је међу сто најмоћнијих Срба у свету, и сместили је на 98. место.

## Награде
- 2008 — Eroticline награда: Best US Newcomer[17]
- 2009 — AVN награда: Best New Starlet[13]
- 2009 — AVN награда: Best All-Girl Group Sex Scene (Cheerleaders)[13]
- 2009 — XBIZ награда: New Starlet of the Year[18]
- 2009 — XRCO награда: New Starlet[19]
- 2012 — AVN награда: – Hottest Sex Scene (Fan Award) - Babysitters 2[20]
- 2014 — XBIZ награда: – Best Scene - Feature Movie - Code of Honor[21]

## Изабрана филмографија
| Година | Назив филма             | Продукција         |
| ------ | ----------------------- | ------------------ |
| 2007.  | Debbie Loves Dallas     | Vivid              |
| 2007.  | Jack's POV 9            | Digital Playground |
| 2007.  | Jesse Jane: Lust        | Digital Playground |
| 2007.  | Man's Ruin              | Vivid              |
| 2007.  | Razordolls              | Pulse Distribution |
| 2007.  | Sexual Freak 7: Stoya   | Digital Playground |
| 2007.  | Sister Midnite          | Pulse Distribution |
| 2008.  | Cheerleaders            | Digital Playground |
| 2008.  | Deeper 11               | Digital Playground |
| 2008.  | Jack's My First Porn 10 | Digital Playground |
| 2008.  | Jesse Jane: Kiss Kiss   | Digital Playground |
| 2008.  | Pirates II              | Digital Playground |
| 2008.  | Sex Offenders           | Vivid              |
| 2008.  | Stoya Atomic Tease      | Digital Playground |
| 2008.  | Stoya: Sexy Hot         | Digital Playground |
| 2008.  | Video Nasty 3: Stoya    | Digital Playground |
| 2008.  | Video Nasty 4: Katsuni  | Digital Playground |
| 2009.  | Bad Girls 1             | Digital Playground |
| 2009.  | Jack's Leg Show 4       | Digital Playground |
| 2009.  | Jack's POV 13           | Digital Playground |
| 2009.  | Jack's Teen America 23  | Digital Playground |
| 2009.  | Nurses                  | Digital Playground |
| 2009.  | Riley Steele: Scream    | Digital Playground |
| 2009.  | Stoya: Heat             | Digital Playground |
| 2009.  | Stoya: Perfect Picture. | Digital Playground |
| 2009.  | Stoya: Scream           | Digital Playground |
| 2009.  | Stoya: Workaholic       | Digital Playground |
| 2009.  | Taste of Stoya          | Digital Playground |
| 2009.  | Teachers                | Digital Playground |
| 2010.  | Love and Other Mishaps  | Digital Playground |
| 2011.  | Web Whore - Stoya       | Digital Playground |
| 2011.  | Fighters                | Digital Playground |
| 2012.  | unSEXpected             | Digital Playground |
| 2014.  | Code of Honor           | Digital Playground |
| 2014.  | Voracious - Season 2    | Evil Angel         |

- извор

## Галерија
- Стоја (2012)
- Стоја (2012)
- Стоја (2010)
- Стоја (2008)